# Łożysko hybrydowe
Łożysko hybrydowe – jest to łożysko, którego bieżnie są wykonane ze stali chromowej lub nierdzewnej, a elementy toczne z materiałów ceramicznych.
Najczęściej jest to azotek krzemu (Si3N4). Ceramiczne elementy toczne charakteryzują się wysoką twardością (1500–1800 HV), niskim współczynnikiem rozszerzalności liniowej (3,2·10-6), wysoką opornością elektryczną – 1018 (om x m), wysoką wytrzymałością na ściskanie 1400 (MPa) a ponadto są odporne na korozję, posiadają własności samosmarne i nie posiadają własności magnetycznych.
Najczęściej wykorzystywanym ceramicznym elementem tocznym są kulki.